# Riverhead (Nova Iorque)
Riverhead é uma região censo-designadas do estado de Nova Iorque, nos Estados Unidos. Está localizado dentro do Condado de Suffolk e da vila de Riverhead. É a sede do condado. A vila possui 15,08 milha quadradas (39,1 km2) de área e 14 993 habitantes, segundo o Censo dos Estados Unidos de 2020.